# IdeaPocket
IdeaPocket，是一家日本的AV片商。主要是開發單體女優為主。原本是北都集團下的部門，後來成為一家獨立的公司。

## 概要
公司初期原本是屬於AV片商「ATTACKERS」的一個品牌，並伴隨著該片商進入了北都集團旗下的銷售部門「アウトビジョン」（Outvision）。從2002年開始脫離ATTACKERS，成為集團底下的獨立片商進行活動。
2005年4月，第一次以北都集團旗下銷售製造商的身分發行租賃商品。同年10月，集團底下的其他片商也開始透過子公司「TIS」全面進入租賃部門成為測試對象。
早期的看板系列「ANGEL」，從ATTCKERS時期開始維持了大約10年的時間左右，主要是單體女優的COSPLAY的作品，而「DIGITAL CHANNEL」系列則是從2004年開始，該系列作品以顏射為主軸，並由不同的導演拍攝單體女優，不論其是否為專屬契約。兩者皆包含超過100部以上的作品。
2004年公司開始有專屬女優（IP女優），所以新人出道系列作品「FIRST IMPRESSION」產生了。超過120名AV女優在這個系列出現過，著名的有希美真由、希崎潔西卡、天海翼、希島愛理等等。2007年女優從其他片商專屬移籍的出道作品「FIRST IDEAPOCKET」系列開始，超過25名AV女優發行過這個系列，較著名的有并木优、美雪艾莉絲、水咲蘿拉等等。

## 主要品牌

### 現在
- TISSUE

### 過去
- HIGH SCHOOL PINK
- ANGEL
- SUPREME

## 主要系列

### 現在
- DIGITAL CHANNEL
- FIRST IMPRESSION
- FIRST IDEAPOCKET
- 濃厚な接吻とSEX
- 学校でしようよ!
- 究極の尻フェチマニアックス
- HIP ATTACK
- 見つめ合って感じ合う情熱SEX
- デリバリーSEX
- いきなりSEX
- 極上風俗
- 4本番
- 絶頂覚醒
- 噂の本番できちゃうおっパブ店
- 中年好きな文学美少女に身動きできない状態でじっくりねっとり痴女られる
- おじさん大好き痴女美少女が中年チ○ポを射精へ誘う焦らし寸止め舐めまくり性交
- 中年オヤジと制服美少女の汗だく唾液みどろ特濃ベロキス性交
- 出張先相部屋NTR
- 絶頂後にぶっちぎりの追撃ピストン
- 絶倫お姉さんの追撃中出し騎乗位ピストン
- 1ヶ月間禁欲し彼女のいない数日間に

### 過去
- ANGEL
- 素人にこんなコトさせちゃいました☆
- Spermania
- MAX MOSAIC
- FELLATIO FESTIVAL
- 誘惑授業
- 100発の精子飲む
- めちゃカワご奉仕メイド
- 家庭教師
- ヴァーチャルデート
- 汗だくSEX
- 瞬殺!一撃バズーカ顔射
- 痴漢電車
- 秘密女捜査官
- 世界最高級ソープへようこそ

## 專屬女優

### 現在專屬女優
| 姓名       | 出道作               | 出生           | 加入時間             |
| 天海翼     | FIRST IMPRESSION 44  | 1988年3月8日   | 2009年10月1日        |
| 希島愛理   | FIRST IMPRESSION 71  | 1988年12月24日 | 2020年2月13日 (回歸) |
| 桃乃木香奈 | FIRST IMPRESSION 89  | 1996年12月24日 | 2015年10月19日       |
| 相澤南     | FIRST IMPRESSION 103 | 1996年6月14日  | 2016年9月1日         |
| 西宮夢     | FIRST IMPRESSION 104 | 1996年11月4日  | 2016年9月19日        |
| 明里紬     | FIRST IMPRESSION 113 | 1998年3月31日  | 2017年3月19日        |
| 櫻空桃     | FIRST IMPRESSION 115 | 1996年12月3日  | 2017年5月1日         |
| 岬奈奈美   | FIRST IMPRESSION 121 | 1996年6月9日   | 2017年11月1日        |
| 楓可憐     | FIRST IMPRESSION 130 | 1998年8月25日  | 2018年12月13日       |
| 加美杏奈   | FIRST IMPRESSION 138 | 1996年9月1日   | 2020年1月13日        |
| 梓光莉     | FIRST IMPRESSION 139 | 1999年11月30日 | 2020年3月13日        |
| 二葉惠麻   | FIRST IMPRESSION 143 | 1998年8月6日   | 2020年8月13日        |
| 栗山莉緒   | FIRST IMPRESSION 144 | 1998年8月1日   | 2020年10月13日       |
| 藤井一夜   | FIRST IMPRESSION 145 | 1998年6月29日  | 2020年11月13日       |
| 白峰美羽   | FIRST IMPRESSION 147 | 1997年2月16日  | 2021年1月13日        |
| 小野琴弓   | FIRST IMPRESSION 148 | 2001年7月7日   | 2021年4月13日        |

### 過去專屬女優（部分）
| 姓名       | 出道作                                                         | 出生           | 加入時間       |
| 夏希栗     | FIRST IMPRESSION 135                                           | 1996年12月25日 | 2019年8月13日  |
| 知花凛     | FIRST IMPRESSION 134                                           | 1995年7月11日  | 2019年7月13日  |
| 大原向葵   | FIRST IMPRESSION 133                                           | 出生年月日不明 | 2019年5月13日  |
| 森澤理紗   | FIRST IMPRESSION 132                                           | 出生年月日不明 | 2019年2月13日  |
| 優月心菜   | FIRST IMPRESSION 131                                           | 1995年11月9日  | 2019年2月1日   |
| 黑崎美嘉   | 脱いでもスッゴイ！水着コンテスト優勝現役女子大生AVデビュー！！ | 出生年月日不明 | 2018年11月13日 |
| 亞矢瀨萌奈 | FIRST IMPRESSION 129                                           | 出生年月日不明 | 2018年10月13日 |
| 日乃原杏   | FIRST IMPRESSION 128                                           | 出生年月日不明 | 2018年8月19日  |
| 七實里菜   | FIRST IMPRESSION 127                                           | 1998年2月13日  | 2018年7月19日  |
| 結城乃乃   | FIRST IMPRESSION 126                                           | 1996年8月30日  | 2018年6月19日  |
| 益坂美亞   | FIRST IMPRESSION 125                                           | 1998年2月19日  | 2018年5月19日  |
| 松永紗奈   | FIRST IDEAPOCKET 電撃參戦！                                    | 1996年2月9日   | 2018年4月13日  |
| 有原步美   | FIRST IMPRESSION 116                                           | 1992年11月2日  | 2017年6月13日  |
| 渚光莉     | FIRST IMPRESSION 114                                           | 1997年2月14日  | 2017年4月19日  |
| 柚月向日葵 | FIRST IMPRESSION 107                                           | 1996年9月23日  | 2016年11月25日 |
| 百合咲潤美 | FIRST IMPRESSION 102                                           | 1993年11月30日 | 2016年8月19日  |
| 香西咲     | DIGITAL CHANNEL 117                                            | 1986年3月30日  | 2014年6月1日   |
| 朝日奈明   | FIRST IDEAPOCKET                                               | 1988年5月30日  | 2014年2月19日  |
| 水咲蘿拉   | FIRST IDEAPOCKET                                               | 1992年6月1日   | 2013年12月19日 |
| 卯水咲流   | FIRST IMPRESSION 68                                            | 1985年12月25日 | 2013年6月1日   |
| 石原莉奈   | 伝説美女復活                                                   | 1987年8月29日  | 2012年12月1日  |
| 美雪艾莉絲 | FIRST IDEAPOCKET                                               | 1987年4月25日  | 2012年11月1日  |
| 并木优     | FIRST IDEAPOCKET                                               | 1989年3月3日   | 2012年8月19日  |
| 羽田愛     | FIRST IDEAPOCKET                                               | 1989年9月22日  | 2012年7月1日   |
| 佳苗琉花   | FIRST IMPRESSION 58                                            | 1989年3月4日   | 2012年5月1日   |
| 前田香织   | FIRST IDEAPOCKET                                               | 1990年9月8日   | 2012年4月1日   |
| 丘咲愛米莉 | FIRST IMPRESSION 57                                            | 1991年4月10日  | 2012年3月1日   |
| 冬月枫     | DIGITAL CHANNEL 88                                             | 1988年9月14日  | 2012年2月1日   |
| 星美梨香   | FIRST IMPRESSION 55                                            | 1990年9月20日  | 2012年1月1日   |
| 安城安娜   | FIRST IMPRESSION 54                                            | 1991年11月1日  | 2011年12月1日  |
| 桐谷尤莉亞 | FIRST IMPRESSION 48                                            | 1990年5月10日  | 2011年1月1日   |
| 初音实     | 僕とみのりの甘～い性活                                         | 1987年12月10日 | 2010年11月1日  |
| Maika      | セル初！あいのり                                               | 1988年2月1日   | 2010年8月1日   |
| 橫山美雪   | DIGITAL CHANNEL 69                                             | 1989年11月15日 | 2010年5月1日   |
| 希志愛野   | FIRST IMPRESSION 54                                            | 1988年2月1日   | 2010年2月1日   |
| 希美真由   | FIRST IMPRESSION 45                                            | 1989年10月5日  | 2009年11月1日  |
| 松岛枫     | かえで先生の誘惑授業                                           | 1982年11月7日  | 2009年11月1日  |
| 香澄果穗   | DIGITAL CHANNEL かすみ果穂                                     | 1984年10月14日 | 2009年10月1日  |
| Rio        | Rioの毎日カーニバル                                            | 1986年10月29日 | 2009年3月1日   |
| 栗林里莉   | FIRST IDEAPOCKET                                               | 1987年4月16日  | 2009年2月1日   |
| 希崎潔西卡 | FIRST IMPRESSION 38                                            | 1989年6月10日  | 2008年9月1日   |
| 上原卡艾拉 | FIRST IMPRESSION 37                                            | 1988年2月14日  | 2008年8月1日   |
| 夏目彩春   | FIRST IDEAPOCKET                                               | 1984年6月20日  | 2008年6月1日   |

## 外部連結
- 公式サイト（页面存档备份，存于） - アイデアポケット
- IdeaPocket的X（前Twitter）（2013年8月2日 - ）
- IdeaPocket的Instagram帳戶